# Audegisl
Audegisl wordt genoemd in de levensbeschrijving van bisschop Germanus van Parijs (bisschop van 555-576). Hij was hofmeier onder Chlotharius I (511-561) en/of Charibert I (561-567).

## Beknopte bibliografie
- (de)  K.H. Haar, Studien zur Entstehungs- und Entwicklungsgeschichte des Fränkischen Maior Domus-Amts, Augsburg, 1968, blz. 57-58.
- (de)  K. Selle-Hosbach, Prosopographie Merowingischer Amtsträger in der zeit von 511-613, Bonn, 1974, blz. 49.